# Schwach-kompakter Operator
Schwach-kompakte Operatoren  werden in der Funktionalanalysis untersucht. Es handelt sich dabei um eine Klasse linearer beschränkter Operatoren zwischen Banachräumen mit einer zusätzlichen Kompaktheitseigenschaft, die den kompakten Operatoren nachempfunden ist. Diese Begriffsbildung spielt eine wichtige Rolle in der Dunford-Pettis-Eigenschaft.

## Definition
Seien {\displaystyle X} und {\displaystyle Y} Banachräume. Ein linearer Operator {\displaystyle T\colon X\rightarrow Y} heißt schwach-kompakt, wenn für jede beschränkte Menge {\displaystyle B\subset X} der schwache Abschluss {\displaystyle {\overline {T(B)}}^{w}} des Bildes schwach kompakt ist.
Ersetzt man in dieser auf S. Kakutani und K. Yosida zurückgehenden Definition die schwache Topologie durch die Normtopologie, so erhält man genau den Begriff des kompakten Operators.

## Eigenschaften
Für einen linearen Operator {\displaystyle T\colon X\rightarrow Y} zwischen Banachräumen gilt:
{\displaystyle T} kompakter Operator {\displaystyle \Rightarrow \,T} schwach-kompakter Operator{\displaystyle \Rightarrow \,T} beschränkter Operator.
Die Umkehrungen gelten nicht, wie die identischen Operatoren auf den Folgenräumen {\displaystyle \ell ^{1}} und {\displaystyle \ell ^{2}} zeigen.
- {\displaystyle {\rm {id}}_{\ell ^{1}}} ist beschränkt, aber nicht schwach-kompakt.
- {\displaystyle {\rm {id}}_{\ell ^{2}}} ist schwach-kompakt, aber nicht kompakt.

Sind {\displaystyle X} und {\displaystyle Y} Banachräume, von denen mindestens einer
reflexiv ist, so ist jeder beschränkte lineare Operator zwischen ihnen schwach-kompakt.
Summen, skalare Vielfache und Norm-Grenzwerte schwach-kompakter Operatoren sind wieder schwach-kompakt. Ein Produkt {\displaystyle ST} beschränkter linearer Operatoren ist schwach-kompakt, wenn einer der Faktoren {\displaystyle S} oder {\displaystyle T} schwach-kompakt ist. Die Menge aller schwach-kompakten Operatoren zwischen den Banachräumen {\displaystyle X} und {\displaystyle Y} ist daher bezüglich der Operatornorm wieder ein Banachraum. Im Falle {\displaystyle X=Y} liegt ein abgeschlossenes zweiseitiges Ideal in der Banachalgebra aller beschränkten Operatoren auf {\displaystyle X} vor.

## Charakterisierungen
Der folgende einfache Satz charakterisiert die schwache Kompaktheit:
Für einen linearen Operator {\displaystyle T\colon X\rightarrow Y} zwischen Banachräumen sind
folgende Aussagen äquivalent:
- {\displaystyle T} ist schwach-kompakt.
- {\displaystyle T(\{x\in X;\|x\|\leq 1\})} ist relativ schwach-kompakt.
- Jede beschränkte Folge {\displaystyle (x_{n})_{n}} in {\displaystyle X} hat eine Teilfolge {\displaystyle (x_{n_{m}})_{m}}, so dass {\displaystyle (Tx_{n_{m}})_{m}} in {\displaystyle Y} schwach konvergiert.

In der folgenden auf V. R. Gantmacher (für den Fall separabler Räume) und Nakamura (für den allgemeinen Fall) zurückgehenden Charakterisierung bezeichne {\displaystyle j_{X}} die kanonische Einbettung in den Bidualraum {\displaystyle X''}.
Für einen linearen Operator {\displaystyle T\colon X\rightarrow Y} zwischen Banachräumen sind folgende Aussagen äquivalent:
- {\displaystyle T} ist schwach-kompakt.
- {\displaystyle T''(X'')\subset j_{Y}(Y)\subset Y''}.

## Satz von Gantmacher
In Analogie zum Satz von Schauder gilt der folgende
Satz von Gantmacher: Für einen linearen Operator {\displaystyle T\colon X\rightarrow Y} zwischen Banachräumen sind folgende Aussagen äquivalent:
- {\displaystyle T} ist schwach-kompakt.
- Der adjungierte Operator {\displaystyle T'\colon Y'\rightarrow X'} ist schwach-kompakt.

Daraus kann man eine weitere Charakterisierung herleiten:
Für einen linearen Operator {\displaystyle T\colon X\rightarrow Y} zwischen Banachräumen sind folgende Aussagen äquivalent:
- {\displaystyle T} ist schwach-kompakt.
- {\displaystyle T'\colon Y'\rightarrow X'} ist schwach*-schwach-stetig.

## Faktorisierung über reflexive Räume
Man sagt, ein stetiger, linearer Operator {\displaystyle T\colon X\rightarrow Y} faktorisiert über einen Banachraum {\displaystyle Z}, falls es stetige lineare Operatoren {\displaystyle S\colon X\rightarrow Z} und {\displaystyle R\colon Z\rightarrow Y} gibt mit {\displaystyle T=R\circ S}. Da ein stetiger, linearer Operator zwischen zwei Banachräumen, von denen einer reflexiv ist, nach obigen Eigenschaften schwach-kompakt ist und da Produkte von stetigen linearen Operatoren bereits dann schwach-kompakt sind, wenn mindestens ein Faktor schwach-kompakt ist, muss bereits jeder stetige, lineare Operator, der über einen reflexiven Raum faktorisiert, schwach-kompakt sein. Nach einem Satz von Davis, Figiel, Johnson und Pełczyński gilt hiervon auch die Umkehrung, das heißt, man hat insgesamt die folgende Charakterisierung schwach-kompakter Operatoren:
- Ein stetiger, linearer Operator ist genau schwach-kompakt, wenn er über einen reflexiven Banachraum faktorisiert. Dabei können die Normen der Faktoren durch das Doppelte der Norm des Ausgangsoperators begrenzt werden.

## Schwach-kompakte Operatoren auf C(K)
Es sei {\displaystyle K} ein kompakter Hausdorffraum und {\displaystyle C(K)} sei der Funktionenraum der stetigen Funktionen {\displaystyle K\rightarrow \mathbb {R} } mit der Supremumsnorm. Dann lassen sich die schwach-kompakten Operatoren {\displaystyle T\colon C(K)\rightarrow X} mit Werten in einem Banachraum {\displaystyle X} wie folgt angeben:
Es sei {\displaystyle \mu } ein reguläres, vektorielles Maß auf {\displaystyle K} (mit der borelschen σ-Algebra) mit Werten in {\displaystyle X}. Regularität bedeutet hier, dass die skalaren Maße {\displaystyle \varphi \circ \mu } für alle {\displaystyle \varphi \in X'} regulär sind.
Dann ist durch
{\displaystyle T_{\mu }f:=\int _{K}f\mathrm {d} \mu }
ein schwach-kompakter Operator {\displaystyle T_{\mu }\colon C(K)\rightarrow X} gegeben. Die Operatornorm von {\displaystyle T_{\mu }} ist gleich der Semivariation des Maßes {\displaystyle \mu }.
Umgekehrt hat jeder schwach-kompakte Operator {\displaystyle T\colon C(K)\rightarrow X} diese Gestalt, das heißt, es gibt ein reguläres vektorielles Maß {\displaystyle \mu } auf {\displaystyle K} mit Werten in {\displaystyle X}, so dass der Operator durch obige Formel beschrieben wird, das heißt, es gilt {\displaystyle T=T_{\mu }}.
So ein schwach-kompakter Operator {\displaystyle T_{\mu }\colon C(K)\rightarrow X} ist genau dann kompakt, wenn {\displaystyle \{\mu (A)|A\subset K{\text{ Borel-messbar}}\}\subset X} relativ kompakt ist. Damit konstruiert man leicht weitere Beispiele schwach-kompakter Operatoren, die nicht kompakt sind.